# Ning
Ning.com - це онлайн-платформа, яка дозволяє звичайним користувачам та організаціям створювати власні соціальні мережі. Ning був співзаснован Марком Андерсеном і Джиною Біанчіні. Платформа була запущена у жовтні 2005 року. У липні 2011 року на платформі Ning налічувалося понад 90,000 створених сайтів.

## Історія
Ning почали розробляти у жовтні 2004 року, а реліз платформи відбувся у жовтні 2005.
Від початку, Ning був безкоштовною платформою для розробки та хостингу соціальних додатків з відкритим джерелом. Код усіх застосунків Ning був відкритим для користувачів, тож кожен міг модифікувати код під власні потреби. Пізніше, у кінці вересня 2006 року, Ning сфокусувався на пропонуванні групових, фото та відео сайтів, код яких користувачі могли скопіювати та використовувати для будь-яких потреб. Пізніше, ці три шаблони замінили на сайт для створення соціальних мереж, які користувачі могли налаштовувати під власні потреби без знання коду.

## Функціонал
Ning дозволяє користувачам створювати власні групові сайти та соціальні мережі за різними спрямуваннями.  Ning пропонує такі основні функції, як налаштування дизайну сайту з використаннями власною дизайн-студії, власний відео та аудіопрогравач, сховище для файлів, а так також власне e-commerce рішення, чат, сервіс для email розсилки та аналітику. Також, користувачі можуть застосувати власний домен на Ning сайті.
Сайти базуються на серверах Ning, та побудовані на PHP із використанням потужностей платформи, яка написана на мові Java. 